# Rhytiphora frenchiana
Rhytiphora frenchiana är en skalbaggsart som beskrevs av Stefan von Breuning 1961. Rhytiphora frenchiana ingår i släktet Rhytiphora och familjen långhorningar. Inga underarter finns listade i Catalogue of Life.